# César Cabral
Pour les articles homonymes, voir Cabral.
César Augusto Cabral (né le 11 février 1989 à Sabana Grande de Palenque, San Cristóbal, République dominicaine) est un lanceur de relève gaucher qui a joué pour les Yankees de New York et les Orioles de Baltimore dans la Ligue majeure de baseball de 2013 à 2015.

## Carrière
César Cabral signe son premier contrat professionnel avec les Red Sox de Boston en 2005 et amorce la saison suivante sa carrière en ligues mineures. Après 6 saisons dans le réseau de filiales des Red Sox, il est obtenu par les Royals de Kansas City via le repêchage de règle 5 du 8 décembre 2011 et son contrat est immédiatement vendu aux Yankees de New York. Cabral ne joue pas en 2012 après avoir subi une opération à l'épaule droite.
Il fait ses débuts dans le baseball majeur avec les Yankees le 2 septembre 2013. Il apparaît dans 12 matchs des Yankees, lançant 4 manches et deux tiers au total pour eux en 2013 et 2014.
Il rejoint les Orioles de Baltimore avant la saison 2015.